# Карън Алън
Карън Джейн Алън (на английски: Karen Jane Allen) (родена на 5 октомври 1951 г.) е американска актриса. Най-известна е с ролята си на Мариън Рейвънууд във филмите „Похитителите на изчезналия кивот“ (1981) и „Индиана Джоунс и кралството на кристалния череп“ (2008). 

## Биография

### Личен живот
В началото на 80-те години за кратко е омъжена за певеца Стивън Бишъп. През 1988 г. се омъжва за актьора Кейл Браун и му ражда син, Никълъс, през 1990 г. Двойката се развежда през 1998 г.

## Избрана филмография
| Година | Филм                                            | Оригинално заглавие                                | Роля            | Режисьор          |
| ------ | ----------------------------------------------- | -------------------------------------------------- | --------------- | ----------------- |
| 1978   | Животинска къща                                 | Animal House                                       | Кейти           | Джон Ландис       |
| 1981   | Похитителите на изчезналия кивот                | Raiders of the Lost Ark                            | Мариън Равенууд | Стивън Спилбърг   |
| 2000   | Перфектната буря                                | The Perfect Storm                                  | Мелиса Браун    | Волфганг Петерсен |
| 2001   | В спалнята                                      | In the Bedroom                                     | Марла Кийс      | Тод Фийлд         |
| 2008   | Индиана Джоунс и кралството на кристалния череп | Indiana Jones and the Kingdom of the Crystal Skull | Мариън Равенууд | Стивън Спилбърг   |